# Muzej prihodnosti, Rio de Janeiro
Muzej prihodnosti (portugalsko Museu do Amanhã) je znanstveni muzej v mestu Rio de Janeiro v Braziliji. Zasnoval ga je španski neofuturistični arhitekt Santiago Calatrava in je zgrajen ob obali v Pier Maua. Njegovo gradnjo je podprla fundacija Roberto Marinho in je stala približno 230 milijonov realov. Stavba je bila odprta 17. decembra 2015, prisotna pa je bila tudi predsednica Dilma Rousseff.
Eden od ciljev pri gradnji muzeja je bila krepitev kulturne in mednarodne identitete mesta Rio de Janeiro. Muzej je bil predstavljen kot ikona reurbanizacije pristaniškega območja.
Muzej je bil del prenove mestnega pristaniškega območja za Poletne olimpijske igre 2016.

## Razstave
Glavna razstava Muzeja prihodnosti je v drugem nadstropju stavbe, ustvaril pa jo je doktor kozmologije Luiz Alberto Oliveira skupaj z ekipo svetovalcev, ki so sodelovali pri oblikovanju zbirke. Oddelek vabi obiskovalca, da doživi pet glavnih pripovedi, ki se odvijajo skozi paviljone: Kozmos, Zemlja, Antropocen, Jutri in mi. Prinašajo izkušnjo življenja na zemlji z različnih zornih kotov in časovnih okvirov. Materiali na glavni razstavi skupaj združujejo več kot 40 različnih izkušenj, izvedenih v treh jezikih: portugalščini, španščini in angleščini, vsako leto pa so dodani novi deli. Od odprtja muzeja do julija 2017 je bila stalna zbirka deležna 234 posodobitev, kot so dodane fotografije, ilustracije, informacije in video posnetki.

### Kozmos
Prvi gostujoči modul osrednje razstave je Kozmos. V tem paviljonu se oblikuje skupina obiskovalcev, ki vstopijo v kupolo, obloženo s ploščami za video reprodukcijo, kjer si ogledajo avdiovizualno delo, ki traja približno 8 minut, v 360 stopinjah, ki ga je izdelala brazilska produkcijska hiša O2 Filmes. Film sledi pripovedi o nastanku vesolja in življenja na zemlji s prekrivnimi digitalnimi animacijami in slikami, posnetimi s kamero, ki imajo velik čutni učinek na občinstvo. Video se prenaša skupaj z besedilom, pripovedovanim v portugalščini, brez podnapisov, tako da obiskovalčeva pozornost ni preusmerjena. 

### Zemlja
Cilj te druge faze glavne razstave je, da se obiskovalec vpraša o vprašanju Kdo smo?. Za ta odsek so zgradili tri velike kocke, visoke sedem metrov. Eden od njih govori o življenju kot materiji. Zunaj je celoten planet Zemlja predstavljen s svetlobno ploščo. V notranjosti so izpostavljena gibanja, ki omogočajo delovanje globusa, kot so tokovi vetrov, oceani in tektonske plošče.
Druga kocka, ki predstavlja življenje, prikazuje na zunanji steni shematizacijo DNK živih bitij. V notranjosti druge stavbe so slike različnih organizmov, ki sestavljajo ekosistem, kot so živali in rastline.
Tretja in zadnja kocka predstavlja misel in v notranjosti predstavlja slike in ilustracije, ki prikazujejo različne trenutke, dejanja in občutke človeškega življenja na planetu.

### Antropocen
Tretji del glavne razstave Muzeja prihodnosti se ukvarja s tem, kako so človekova dejanja spremenila geologijo planeta Zemlje, oriše trenutno panoramo in zagotavlja podatke o okoljskih in družbenih vplivih tega spopada med ljudmi in planetom.
Ime antropocen je bilo vzeto iz izraza, ki ga je izumil Paul Crutzen, dobitnik Nobelove nagrade za kemijo leta 1995. Grška predpona antropo je povezana s človekom; in pripona ceno spominja na geološke dobe.
Za prikaz številk in dejstev je Muzej prihodnosti postavil šest svetlečih totemov, visokih 10 metrov, ki so bili razporejeni v krogih. Obiskovalci, sedeči na oblazinjenih sedežih, gledajo videoposnetke, predvajane na teh ploščah, z namenom, da se sprašujejo o človekovem delovanju na planetu Zemlja.

### Jutri
Četrti del ogleda osrednje muzejske razstave govori o svetu in življenju na Zemlji v prihodnosti in poskuša odgovoriti na vprašanje: Kam gremo?. Paviljon, zgrajen v obliki origamija, ima še trinajst zaslonov, ki razkrivajo informacije in hkrati dajejo oceno, kakšna bosta planet in življenje v prihodnosti, predstavljajo koncepte, kot je hiperpovezljivost, in poudarjajo pomen trajnosti.
Obiskovalec je povabljen k interakciji z igrami, od katerih ena - imenovana The Game of Civilizations - ima idejo, da bi udeleženci upravljali z viri planeta naslednjih 50 let, da bi zagotovili ohranitev človeštva.
Druga igra, ki je predstavljena v tem delu zbirke, je Human, igra, ki jo je razvil novinar in producent vsebine Marcelo Tas in želi ugotoviti, v katero vrsto človeka na planetu se uvršča obiskovalec muzeja. Da bi to naredili, postavimo sedem vprašanj o osebnosti igralcev. Zasnovo igre je odobrila fundacija Roberto Marinho, ena od podpornikov Muzeja prihodnosti.

### Mi
Končni del glavne razstavne poti je paviljon Mi, kjer obiskovalec vstopi v vrsto kotanje ali hiše domorodnih ljudstev Brazilije, ki je opremljena z osvetlitvijo, ki simulira sončni vzhod in zahod. Cilj tega dela razstave je spodbuditi obiskovalca k razmišljanju o sebi in o tem, kako njihova dejanja vplivajo na družbo in planet.
V središču kotanje je edini muzejski eksponat iz glavne razstave Muzeja prihodnosti: čuringa iz lesa, najdena v starinarnici v Parizu. Predmet je orodje, polno pomena za aboriginska plemena v Avstraliji. Napisi na 2 metra visokem delu nakazujejo povezavo med preteklostjo, sedanjostjo in prihodnostjo ter so risbe, ki so v korelaciji s predlogom glavne razstave v Muzeju prihodnosti.